# Kalisat (Kalisat)
Kalisat is een bestuurslaag in het regentschap Jember van de provincie Oost-Java, Indonesië. Kalisat telt 12.032 inwoners (volkstelling 2010).